# Саюн, Александр Владимирович
Алекса́ндр Влади́мирович Саю́н (1 января 1975, Термез, Сурхандарьинская область, Узбекская ССР, СССР) — советский, узбекский и российский футболист, защитник, полузащитник.
По национальности — украинец. Начал заниматься футболом в 10 лет. Воспитанник ДЮСШ «Сурхан» (Термез), тренер — В. Д. Глухов и РУОР им. Г. Титова (Ташкент).
В 1991 году провёл одну игру за команду «Сохибкор» Халкабад. В 1992 году с командой «Шифокор» Гулистан стал победителем первой лиги Узбекистана. В 1994 году в составе чемпиона Узбекистана «Нефтчи» Фергана провёл 4 матча; о том, чем занимался в 1993—1995 годах, упоминать не любит. В 1996 году играл за АСК Термез, на следующий год стал чемпионом Узбекистана в составе МХСК.
В межсезонье подписал с российским «Торпедо» (Москва), которое тренировал Александр Тарханов, двухлетний контракт. C приходом в команду Валентина Иванова Саюн оказался в резерве. В ноябре, несмотря на действующий контракт с «Торпедо», стал тренироваться в «Спартаке», и ранее интересовавшимся Саюном. В январе 1999 был на просмотре в «Крыльях Советов» Тарханова, в феврале — в «Уралане». В марте вновь был на сборах с командой Тарханова, но в итоге был отдан в аренду в «Уралан».
В августе Саюна обменяли в нижегородский «Локомотив» на Олега Гарина. В августе 2000 ожидался переход Саюна в «Пахтакор». В межсезонье 2000/01 он находился на сборах с «Рубином». В мае-июле тренировался в саранской «Светотехнике», оформил российское гражданство, но из-за увеличения суммы трансфера контракт с командой не подписал и оказался в «Амкаре», за который провёл только один матч — 30 августа вышел на замену на 72 минуте.
В феврале 2002 подписал 2-летний контракт со «Светотехникой». Через год был выставлен на трансфер и в конце апреля подписал контракт с командой «Локомотив-НН» В августе провёл три матча за «Лукойл» Челябинск. В 2004, 2006—2009 годах играл за «Динамо» (Киров), позже выступал за любительские команды «Вавилон» Киров (2011), ФК «Саров» (2011—2012). В 2015 году играл за ФК «Бокс» Новочебоксарск, ЛФЛ.
В конце 1998 провёл 4 матча за сборную Узбекистана на XIII Азиатских играх, через год сыграл ещё одну игру на Кубке Азии.
В 2017 году переехал в Пензу, где начал тренерскую карьеру в Центре детского и юношеского футбола «Зенит» (Пенза). 19 августа 2017 года назначен главным тренером ФК «Зенит UMBRO» (Пенза).